# Kravino, Stara Zagora
Kravino (în bulgară Кравино) este un sat în comuna Opan, regiunea Stara Zagora,  Bulgaria. 

## Demografie
Componența etnică a satului Kravino
     Bulgari (98,76%)
     Nicio identificare (1,23%)
     Altele (0%)
La recensământul din 2011, populația satului Kravino era de 81 locuitori. Din punct de vedere etnic, majoritatea locuitorilor (98,76%) erau bulgari. Pentru 1,23% din locuitori nu este cunoscută apartenența etnică.